# Vaterpolo na Mediteranskim igrama 1983.
Vaterpolski turnir na MI 1983. održavao se u Casablanci u Maroku.

## Konačni poredak
| Mj. | Država      |
| --- | ----------- |
| 1.  | Jugoslavija |
| 2.  | Španjolska  |
| 3.  | Italija     |
| 4.  | Francuska   |
| 5.  | Grčka       |
| 6.  | Turska      |
| 7.  | Egipat      |
| 8.  | Malta       |

| Pobjednici              |
| ----------------------- |
| Jugoslavija Peti naslov |